# قزامة أساسية

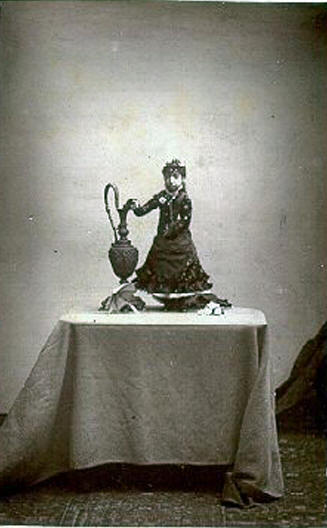

القزامة الأساسية شكل من أشكال القزامة التي ينتج عنها جسم أصغر من الطبيعي في كل مراحل الحياة بدءًا من الولادة، وبشكل تخصصي أكثر، القزامة الأساسية مجموعة تشخيصية تتضمن أنواعًا محددة من القزامة المتناسبة العميقة والتي يكون فيها الأشخاص أصغر مما ينبغي أن يكونوا بالنسبة لعمرهم، وذلك صحيح حتى عندما يكونون أجنة، ومعظم الأشخاص الذين يكون لديهم قزامة أساسية لا يتم تشخيصهم إلا بعد وصولهم لعمر 3-5 سنوات.
يشخص الأخصائيون الطبيون نموذجيًا أن الجنين أصغر من العمر الحملي أو أنه يظهر تأخرًا نمو داخل الرحم حين يوصون بتصوير الأمواج فوق الصوتية، وبشكل نموذجي فإن الأشخاص الذين لديهم القزامة الأساسية يولدون بأوزان ولادة منخفضة جدًا، وبعد الولادة يستمر النمو بمعدل أكثر بطئًا ما يجعل الأشخاص المصابين بالقزامة الأساسية على الدوام أقل بسنوات من أقرانهم فيما يخص الطول والوزن.
تنتج معظم حالات قصر القامة عن الاضطرابات الغدية أو الهيكلية، الأنواع الفرعية الخمسة للقزامة الأساسية هي ضمن أشد الأشكال من أصل 200 نوع للقزامة.
لا يوجد حتى الآن أي علاج فعال للقزامة الأساسية، ومن النادر أن يعيش الأشخاص المتأثرين بالقزامة الأساسية لأكثر من 30 سنة ، وفي حالة القزامة الأساسية نمط 2 المترافقة مع صغر الرأس وخلل التنسج العظمي (MOPDII)، يمكن أن يكون هناك خطر متزايد لمشاكل وعائية والتي قد تسبب وفاة في مرحلة الخداج.

## الأسباب
من المعروف أن القزامة الأساسية تنتج عن وراثة لمورثة طافرة من كلا الأبوين ، وإن فقدان النمو الطبيعي في هذا الاضطراب ليس نتيجة عوز في هرمون النمو كما في قزامة قصور النخامة، ولذلك فإن إعطاء هرمون النمو للأشخاص الذين لديهم قزامة أساسية له تأثير خفيف وقد لا يؤثر على نموهم، باستثناء في حال وجود متلازمة راسل-سلفر RSS، فالأشخاص الذين لديهم متلازمة راسل-سلفر يستجيبون بشكل واعد للعلاج التعويضي لهرمون النمو. قد يصل الأطفال المصابون بمتلازمة راسل-سلفر والذين يتلقون معالجة تعويضية بهرمون النمو قبل البلوغ لعدة إنشات من الطول الإضافي، في كانون الثاني من عام 2008 نُشر أن الطفرات في مورثة pericentrin (PCNT) وجد أنها تسبب القزامة الأساسية، إن مورثة Pericentrin لديها دور في انقسام الخلية وفصل الكروموزومات (الصبغيات) بشكل مناسب إضافة إلى دورها في عملية الحرائك الخلوية.
مورثة أخرى مرتبطة بهذه الحالة هي DNA2 []، عُزي حدوث متلازمة سيكل Seckel syndrome إلى وجود طفرات فيها.

## التشخيص
ولأن القزامة الأساسية نادرة للغاية فإن خطأ التشخيص شائع، ولأن الأطفال المصابين بالقزامة الأساسية لا ينمون مثل الأطفال الآخرين فمن الممكن أن يُشخَّص سوء تغذية أو اضطراب استقلابي أو اضطراب هضمي في بداية الأمر، وقد لا تُشخص القزامة الأساسية حتى وصول الطفل لعمر الـ 5 سنوات ويظهر بشكل واضح أن الطفل لديه قزامة شديدة.

## حالات بارزة
- نيلسون دي لا روزا: ممثل مرتبط بفريق البيسبول الأمريكي .Boston Red Sox
- لوسيا زاراتي: مُضيفة مكسيكية والشخص الأول الذي عرفت متلازمة MOPD II عنده.
- وينغ وينغ: ممثل فلبيني وفنان حربي.
- أديتيا ديف: أصغر لاعب كمال أجسام في العالم.
- غول محمد: أول أقصر رجل في التاريخ.
- هي بينغبينغ: أصغر رجل قادر على المشي في العالم حتى وفاته في عام 2010.
- كاغيندرا ثابا ماجير: أقصر رجل في العالم من عيد مولده الثامن عشر في 14 تشرين الأول عام 2010 حتى 13 حزيران عام 2011.
- شاندرا باهادير دانغ: أقصر رجل في التاريخ.[6]
- كارولين كاراشامي: المعروفة باسم جنية سيسيل والمعروضة المشهورة في المتحف الهنتري في سكوتلندا.[7]
- هانًا كريتزيك: مغنية وراقصة [8]
- بريدجيت جوردان وبراد جوردان (أشقاء): براد كان صديقًا مقرب جدًا من هانًا كريتزيك[8]